# Georges Piroué
Georges Piroué (* 5. August 1920 in La Chaux-de-Fonds, Kanton Neuenburg; † 7. Januar 2005 in Dampierre-sur-Loire, heute zu Saumur, Frankreich) war ein Schweizer Schriftsteller und Übersetzer.

## Leben
Georges Piroué studierte an der Universität Neuenburg, wo er mit der Promotion abschloss. 1950 zog er nach Paris und arbeitete als Übersetzer italienischer Autoren, namentlich von Luigi Pirandello, und literarischer Berater für den Verlag Denoël.

## Auszeichnungen
- 1966: Prix Charles-Veillon
- 1973: Gesamtwerkspreis der Schweizerischen Schillerstiftung
- 1987: Literaturpreis des Kantons Neuenburg

## Werke

### Lyrik
- Nature sans rivage, 1951
- Chansons à dire, 1956

### Erzählungen
- Mûrir, 1958
- Ariane, ma sanglante, 1961
- Le premier Étage, 1961
- Ces eaux qui ne vont nulle part, 1966
- La Façade et autres miroirs. Nouvelles, 1969
- Le Réduit national, 1969
- Feux et lieux, 1979
- Aujourd’hier, 1984
- Madame double étoile, 1989
- Tu reçus la naissance, 1991
- L’Herbe tendre, 1992

### Romane
- Les Limbes, 1959
- Une manière de durer, 1962
- Une si grande faiblesse, 1965
- La vie supposée de Théodore Nèfle, 1972
- San Rocco et ses fêtes, 1976
- À sa seule gloire. Fragments d’une autre vie, 1981 (über Johann Sebastian Bach)

### Essays
- Par les chemins de Marcel Proust, 1954; ergänzte Neuausgabe als:  Comment lire Proust?, 1971.
- Proust et la musique du devenir, 1960
- Victor Hugo romancier, 1964
- Pirandello, 1967; Neuausgabe als: Luigi Pirandello. Sicilien planétaire, 1988
- La Surface des choses. Chronique, 1970
- Condé, 1976
- Cesare Pavese, 1976
- Sentir ses racines. Discours, 1977
- Lui, Hugo, 1985
- J’avais franchi les monts. Chroniques italiennes, 1987
- Mémoires d’un lecteur heureux. Éditions L’Âge d’Homme, Lausanne 1997